# Conão (presidente)
Conão (em latim: Conon) foi um oficial bizantino do começo ou meados do século V. Como presidente no Egito, provavelmente da Tebaida ou Arcádia, recebeu uma carta de Isidoro de Pelúsio na qual o monge repreende-o por sua administração ruim.